# Überlinger See
Der Überlinger See ist der nordwestliche Teil des Obersees. Der „Finger“ des Bodensees wird etwa durch die Fährverbindung von Meersburg nach Konstanz abgegrenzt und reicht bis Bodman-Ludwigshafen.

## Geographie
Im Gegensatz zum südöstlichen Hauptteil des Obersees, der – außer nach Schweizer Auffassung – ein Kondominium ist, zählt der Überlinger See vollständig zum deutschen Hoheitsgebiet.
Von der Gesamtfläche des Obersees von insgesamt 473 km² nimmt der Überlinger See 61 km² ein und ist damit etwa so groß wie der Untersee. Die Meereshöhe der Wasseroberfläche liegt bei rund 395 m ü. NN.
Die Wassertiefe des Überlinger Sees ist mit maximal 147 m deutlich geringer als die des Obersees mit 251 m.
Die „Blumeninsel“ Mainau liegt an der Konstanzer Seite des Überlinger Sees. Anrainergemeinden sind Meersburg, Uhldingen-Mühlhofen, Überlingen und Sipplingen im Bodenseekreis sowie Bodman-Ludwigshafen, Allensbach und Konstanz im Landkreis Konstanz.
An dem der Mainau gegenüberliegenden
Ufer befindet sich das Pfahlbaumuseum Unteruhldingen, das archäologische Funde und Nachbauten von Pfahldörfern aus der Stein- und Bronzezeit präsentiert.
In den Überlinger See münden außer etlichen kleineren Bächen die Seefelder Aach bei Uhldingen und die Stockacher Aach zwischen Bodman und Ludwigshafen.
Bei Sipplingen befindet sich in ca. 60 m Tiefe die Entnahmestelle des Zweckverbandes Bodensee-Wasserversorgung, der etwa 4 Millionen Menschen in weiten Teilen Baden-Württembergs mit jährlich ca. 135 Mio. m³ Trinkwasser versorgt. Die entnommene Menge entspricht etwa 1,25 % des Durchsatzes.
Wie der ganze Bodensee ist der Überlinger See ein beliebtes Wassersportrevier. Wegen der steilen Ufer ist er zusätzlich ein beliebtes Tauchgebiet. Allerdings haben die zum Teil bis in über 60 m Tiefe abfallenden Steilwände, die beschränkte Sicht, wechselnde Strömungen und die Wassertemperatur von 4–5 °C in der Tiefe ihre Tücken, denen fast jährlich Taucher zum Opfer fallen.
Als Schutzgebiet Überlinger See des Bodensees stehen Teile des Sees sowie Uferbereiche unter besonderem Schutz.

## Geologie
Der Überlinger See mit seinen steilen Uferwänden ist durch einen Grabenbruch in der Folge der Alpenfaltung entstanden, der in der Eiszeit durch den von Südosten kommenden Rheingletscher, der den ganzen Bodensee ausgehobelt hat, überformt worden ist.
Die felsigen Wände bestehen aus Molasse, einem tertiären Sandstein, der – entsprechend seinem relativ jungen Alter – ziemlich weich ist.
In einem vorübergehend stabilen Rückzugsstadium des Rheingletschers (Konstanzer Stadium) war der Obersee noch vom Gletscher bedeckt, aber der Überlinger See bereits eisfrei, also ein Gletschersee am Ende einer Gletscherzunge, auf dem die vom Gletscher abgebrochenen Eisberge schwammen. Zu dieser Zeit befand sich der Abfluss, und damit der Rheinursprung, am nordwestlichen Ende bei Bodman-Ludwigshafen, in Richtung Radolfzell. Das entsprechende Tal des damaligen Rheins kann man deutlich zwischen den Radolfzeller Ortsteilen Stahringen und Reute sehen.